# 038号線 (チェコ)
チェコ国鉄038号線、別名ラスペナヴァ～ビーリー・ポトク・ポド・スムルケム線（チェコ語：Železniční trať Raspenava – Bílý Potok pod Smrkem）は、チェコ国鉄の鉄道路線である。
1900年、フリードラント郡鉄道の路線として開業した。

## 運行形態
全て各駅停車で、一時間に1本の運行。平日の午前中以外、休日の大部分が、037号線の列車と併結してリベレツまで乗り入れる。なお、ラスペナヴァではフリードラント方面の列車とも接続する。

## 駅一覧
以下では、チェコ国鉄038号線の駅と営業キロ、停車列車、接続路線などを一覧表で示す。なお、全て各駅停車である。
| 路線名 | 駅名                                 | 駅間営業キロ | 累計営業キロ | 接続路線 | 所在地     | 所在地     |
| ------ | ------------------------------------ | ------------ | ------------ | -------- | ---------- | ---------- |
| 038    | ラスペナヴァ駅                       | -            | 0.0          | 037号線  | リベレツ州 | リベレツ郡 |
| 038    | ルフ・ポド・スムルケム駅             | 1.7          | 1.7          |          | リベレツ州 | リベレツ郡 |
| 038    | ルジェツ・ポド・スムルケム駅         | 1.1          | 2.8          |          | リベレツ州 | リベレツ郡 |
| 038    | ヘイニツェ駅                         | 1.8          | 4.6          |          | リベレツ州 | リベレツ郡 |
| 038    | ビーリー・ポトク・ポド・スムルケム駅 | 1.6          | 6.2          |          | リベレツ州 | リベレツ郡 |